# Roupa Nova em Londres
| Críticas profissionais | Críticas profissionais |
| Avaliações da crítica  | Avaliações da crítica  |
| Fonte                  | Avaliação              |
| ---------------------- | ---------------------- |
| allmusic               | link                   |

Roupa Nova em Londres é o décimo sexto álbum de estúdio e o terceiro DVD da banda carioca Roupa Nova, lançado em 2009 pelo selo Roupa Nova Music.
Gravado no estúdio londrino Abbey Road Studios, consagrado pelos álbuns dos Beatles, o álbum traz sete canções inéditas: "Do Outro Lado da Calçada", "Reacender (Shine)", "Todas Elas", "Alguém no Teu Lugar", "Mais Feliz", "A Cor do Dinheiro" (que tem a mesma melodia de "Correndo Perigo", do álbum Frente e Versos, lançado em 1990) e "Coração da Terra" e quatro regravações: "Sonho", "Muito Mais", "Lembranças" (todas da própria banda) e "She's Leaving Home", composição de John Lennon e Paul McCartney. O restante do repertório é formado pela canções do EP 4U (For You), lançado no ano anterior.
A versão em DVD traz como extras os bastidores das gravações e a regravação de "Lumiar", composição do mineiro Beto Guedes, ex-membro do Clube da Esquina.
O álbum foi vencedor do Grammy Latino de Melhor Álbum de Pop Contemporâneo Brasileiro de 2009.

## Faixas
| Nº | Faixa                         | Voz                                    | Compositor(es)                                          | Duração |
| -- | ----------------------------- | -------------------------------------- | ------------------------------------------------------- | ------- |
| 1  | "Do Outro Lado da Calçada"    | Serginho                               | Rodrigo Saldanha / Claudio Rabello                      | 4:04    |
| 2  | "Reacender" (Shine)           | Paulinho (Participação: Ben's Brother) | Jamie Hartman / Kiris Houston / Ricardo Feghali / Nando | 3:27    |
| 3  | "Todas Elas"                  | Nando                                  | Nando                                                   | 3:35    |
| 4  | "Cantar Faz Feliz o Coração"  | Feghali                                | Nando / Feghali                                         | 3:41    |
| 5  | "Sonho"                       | Serginho                               | Serginho / Nando                                        | 4:16    |
| 6  | "Alguém no teu Lugar"         | Paulinho                               | Kiko / Nando / Feghali                                  | 2:56    |
| 7  | "Muito Mais"                  | Serginho                               | Cleberson Horsth / Feghali                              | 4:19    |
| 8  | "Chamado de Amor"             | Paulinho                               | Nando / Cleberson Horsth                                | 3:33    |
| 9  | "Lembranças"                  | Nando e Serginho                       | Nando / Feghali                                         | 4:59    |
| 10 | "Mais Feliz"                  | Serginho                               | Serginho / Feghali                                      | 3:57    |
| 11 | "Quero Você"                  | Paulinho                               | Kiko / Feghali                                          | 3:41    |
| 12 | "She's Leaving Home"          | Paulinho                               | John Lennon / Paul McCartney                            | 3:22    |
| 13 | "A Cor do Dinheiro"           | Paulinho                               | Nando / Kiko                                            | 3:05    |
| 14 | "Toma Conta de Mim"           | Serginho                               | Feghali / Nando                                         | 3:48    |
| 15 | "Coração da Terra"            | Serginho                               | Nando / Feghali                                         | 3:52    |
| 16 | "Lumiar" (Faixa Extra do DVD) | Serginho                               | Beto Guedes / Ronaldo Bastos                            | 1:57    |